# I Am … Sasha Fierce
I Am … Sasha Fierce ist das dritte Studioalbum der US-amerikanischen R&B-Sängerin Beyoncé. Es erschien 2008. 

## Entstehung und Veröffentlichung
Beyoncé nahm zwischen 2007 und 2008 insgesamt 70 Lieder für dieses Album auf, das zwei Seiten von ihr zeigen soll. Die Platte ist deshalb eine Doppel-CD, CD Nummer eins ist I Am …, die ruhige und sehr emotionale Lieder enthält. Die Platte soll die ruhige Seite der Sängerin darstellen. Sasha Fierce zeigt die rockige Seite der Sängerin, Sasha Fierce ist das Alter Ego von Beyoncé Knowles. Auf beiden Platten ist nur Beyoncé zu hören.
Die Erstveröffentlichung von I Am … Sasha Fierce erfolgte am 12. November 2008 bei Columbia Records. Das Album erschien in seiner Originalfassung als CD und Download mit elf Titeln (Katalognummer: 88697 194922). Zeitgleich erschien neben der Standard auch eine „Deluxe Version“ mit fünf Bonustitel (Katalognummer: 88697 409802). Knapp ein Jahr nach seiner Erstveröffentlichung wurde eine „Platinum Edition“ am 30. Oktober 2009 veröffentlicht, die nochmals vier weitere Titel sowie ein Videoalbum beinhaltet (Katalognummer: 88697 56937 2).

## Inhalt
Nach Aussagen der Sängerin beinhaltet die eine CD Mainstreamsongs, die andere traditionellen R&B.
Für dieses Album kultivierte sie ihr bereits 2003 entstandenes Alter Ego Sasha, gab ihm den Nachnamen Fierce (zu Deutsch etwa wild), und widmete ihrem zweiten Ich eine komplette Hälfte des neuen Werkes. Wie sie in Interviews erzählt, handelt es sich bei Fierce um die Person, in die sie sich verwandelt, wenn sie auf Tournee ist, Fotoshootings hat oder Shows gibt. Lediglich privat sei Beyoncé sie selbst.

## Titelliste
CD 1
1. If I Were a Boy – 4:09
2. Halo – 4:21
3. Disappear – 4:27
4. Broken-Hearted Girl – 4:37
5. Ave Maria – 3:41
6. Smash into You – 4:31
7. Satellites – 3:06
8. That’s Why You’re Beautiful – 3:41
9. Save the Hero – 4:43 (digital Bonustrack)

CD 2
1. Single Ladies (Put a Ring on It) – 3:13
2. Radio – 3:38
3. Diva – 3:20
4. Sweet Dreams – 3:28
5. Video Phone – 3:35
6. Hello – 4:16
7. Ego – 3:56
8. Scared of Lonely – 3:42
9. Why Don’t You Love Me – 3:37 (pre-order Bonustrack)

## Singles

### If I Were a Boy
Als Leadsingle des Albums erschien am 7. November 2008 If I Were a Boy, die allein durch hohe Downloads und hohen Airplay bereits Platz 100 der Billboard Hot 100 erreichte. In den nächsten Wochen stieg der Song auf den 68. Platz.
Nach der Veröffentlichung der CD stieg der Song auf den dritten Platz der US-Charts. Damit ist das Lied der neunte Top-10-Hit von Knowles in den USA. Außerdem stieg der Song auf Platz eins der Hitparaden in Dänemark, Holland, Israel, Norwegen, Neuseeland, Schweden und England. Ebenso schaffte es If I Were a Boy auf Platz eins der European Hot 100 Singles. Der Song wurde mit Gold ausgezeichnet.

#### Promotion
Um für die Single zu werben, stellte Beyoncé den Song in mehreren Shows vor. Unter anderem in der The Oprah Winfrey Show, bei den World Music Awards 2008, bei Saturday Night Live, den MTV Europe Music Awards 2008, Strictly Come Dancing, Total Request Live, BET’s 106 & Park, The Ellen Degeneres Show, The Today Show, The X Factor, Star Academy (Frankreich) und The Tyra Banks Show.

#### Musikvideo
Das Musikvideo zu If I Were a Boy, das von Jake Nava gedreht wurde, ist komplett in Schwarz-Weiß gehalten. Im Video sind die Rollen Beyoncés und die ihres Ehemanns getauscht. Beyoncé steht morgens auf und setzt sich an den gedeckten Frühstückstisch. Am Verhalten ihres Mannes kann man erkennen, dass er wohl das Frühstück zubereitet hat und mit ihr gemeinsam frühstücken wollte. Dies tut sie nicht und geht dann als Polizistin arbeiten. Ihr Kollege ist ein gutaussehender Mann. Währenddessen sitzt Beyoncés Mann zu Hause und im Büro. Er ruft seine Frau auf ihrem Handy an, sie nimmt jedoch nicht ab, da sie in einer Bar ein Bier mit männlichen Kollegen trinkt. In derselben Nacht schenkt der Ehemann Beyoncé ein Paar Ohrringe, die sie während des Tanzens mit dem gutaussehenden Polizisten trägt. Der Mann ist sehr enttäuscht und eifersüchtig.
Als er seine Frau zu Hause zur Rede stellt, tauschen sich die Rollen an dem Punkt wieder, als Beyoncé sagt: „Why’re you so jealous? It’s not like I’m sleeping with the guy!“ Die Reaktion ihres Mannes (und gleichzeitig ihre): „What?“ Jetzt sagt ihr Ehemann: „I said: why are you so jealous? It’s not like I’m sleeping with the girl!“; man erfährt jetzt, dass während des ganzen Videos die Geschlechterrollen getauscht waren und der hübsche Kollege in Wirklichkeit eine hübsche Kollegin ist. Von diesem „Zurücktauschen“ an ist Beyoncé wieder sie selbst.

### Single Ladies
Gleichzeitig mit If I Were a Boy wurde Single Ladies veröffentlicht, der fünfte Nummer-1-Hit der Sängerin, der sich nur durch Downloads platzieren konnte. Sie wurde vom Rolling-Stone-Magazin zur besten Single des Jahres 2008 gekürt. Zusammen mit If I Were a Boy warb Beyoncé für ihre Singles unter anderem in der Tyra Banks Show und der Oprah Winfrey Show.
Musikvideo
Das Video zu Single Ladies wurde von Jake Nava gedreht, die Choreographie stammt von JaQuel Knight. Das Video ist – wie If I Were a Boy auch – ganz in Schwarz-Weiß gehalten. Es zeigt Knowles als ihr Alter Ego Sasha Fierce sowie zwei Tänzerinnen. Am Ende des Videos sieht man Knowles’ Cyborg-Arm. Viele Fans haben das Video nachgeahmt und auf YouTube veröffentlicht.

### Diva
Diva wurde als dritte Single nur in den USA veröffentlicht, der Song debütierte in den US-Charts auf Rang 96 und erreichte später Platz 19, somit wurde der Song Beyoncés zwölfte Top-20-Single in den USA. Sie wurde mit Gold für 1.000.000 digital verkaufte Einheiten ausgezeichnet.

### Halo
Halo wurde als vierte Single in den USA und als dritte weltweit veröffentlicht, in den USA erreichte der Song den fünften Platz und wurde zweimal mit Platin für über 2 Millionen digital verkaufte Einheiten ausgezeichnet. International erreichte der Song in zwanzig Staaten die Top Ten. Der Erfolg war ähnlich groß wie bei Single Ladies.

### Ego
Ego wurde als fünfte Single in den USA veröffentlicht. Der Song ist ein Duett mit den Rapper Kanye West. Der Song erreichte Platz 39 in den US-Charts und wurde die fünfte Single des Albums, die es in die Top 40 geschafft hat. Es wurde mit Gold für über 500.000 digital verkaufte Einheiten ausgezeichnet.

### Sweet Dreams
Sweet Dreams wurde als sechste Single des Albums veröffentlicht. Der Song erreichte Platz eins in Neuseeland, Platz zwei in Australien, Platz fünf in Großbritannien und Platz zehn in den USA.

### Broken-Hearted Girl
Broken-Hearted Girl wurde als siebte Single veröffentlicht. Sie erreichte Platz 14 in Australien, 20 in Irland und 27 in Großbritannien. Sie wurde nicht in den USA veröffentlicht.

### Video Phone
Video Phone wurde als CD-Single in den USA veröffentlicht. Das Video enthält eine Remix-Version mit Lady Gaga. Es erreichte Platz 65 in den US-Charts.

### Chartplatzierungen
Single Ladies avancierte in den US-amerikanischen Billboard Hot 100 zum fünften Nummer-eins-Hit von Beyoncé.
Singles in den Charts

| Jahr | Titel                             | Höchstplatzierung, Gesamtwochen, AuszeichnungChartplatzierungen (Jahr, Titel, , Platzierungen, Wochen, Auszeichnungen, Anmerkungen) | Höchstplatzierung, Gesamtwochen, AuszeichnungChartplatzierungen (Jahr, Titel, , Platzierungen, Wochen, Auszeichnungen, Anmerkungen) | Höchstplatzierung, Gesamtwochen, AuszeichnungChartplatzierungen (Jahr, Titel, , Platzierungen, Wochen, Auszeichnungen, Anmerkungen) | Höchstplatzierung, Gesamtwochen, AuszeichnungChartplatzierungen (Jahr, Titel, , Platzierungen, Wochen, Auszeichnungen, Anmerkungen) | Höchstplatzierung, Gesamtwochen, AuszeichnungChartplatzierungen (Jahr, Titel, , Platzierungen, Wochen, Auszeichnungen, Anmerkungen) | Anmerkungen                                                                            | [↑]: gemeinsam behandelt mit vorhergehendem Eintrag; [←]: in beiden Charts platziert |
| Jahr | Titel                             | DE | AT | CH | UK | US | Anmerkungen                                                                            |                                                                                      |
| ---- | --------------------------------- | --- | --- | --- | --- | --- | -------------------------------------------------------------------------------------- | ------------------------------------------------------------------------------------ |
| 2008 | If I Were a Boy                   | DE3 Gold · (26 Wo.)DE | AT3 (26 Wo.)AT | CH3 Platin · (36 Wo.)CH | UK1 ×3Dreifachplatin · (36 Wo.)UK                                                                                                   | US3 ×6Sechsfachplatin + Gold (Mastertone) · (20 Wo.)US                                                                              | Erstveröffentlichung: 12. Oktober 2008 Verkäufe: + 9.975.000                           |                                                                                      |
| 2008 | Single Ladies (Put a Ring on It)  | DE— ×3DreifachgoldDE[AT: ↑] | AT3 (26 Wo.)AT | CH40 (22 Wo.)CH | UK7 ×2Doppelplatin · (77 Wo.)UK | US1 Diamant + Platin · (27 Wo.)US                                                                                                   | Erstveröffentlichung: 13. Oktober 2008 · Verkäufe: + 14.887.847; + Platin (Mastertone) |                                                                                      |
| 2009 | Halo                              | DE5 ×3Dreifachgold · (46 Wo.)DE | AT6 (39 Wo.)AT | CH4 Platin · (48 Wo.)CH | UK4 ×4Vierfachplatin · (49 Wo.)UK                                                                                                   | US5 Diamant + Platin · (31 Wo.)US                                                                                                   | Erstveröffentlichung: 20. Januar 2009 · Verkäufe: + 17.470.000; + Gold (Mastertone)    |                                                                                      |
| 2009 | Diva[DE: ↑][AT: ↑][CH: ↑]         | DE5 ×3Dreifachgold · (46 Wo.)DE | AT6 (39 Wo.)AT | CH4 Platin · (48 Wo.)CH | UK72 Silber · (4 Wo.)UK | US19 ×2Gold (Mastertone) + Doppelplatin · (20 Wo.)US                                                                                | Erstveröffentlichung: 20. Januar 2009 Verkäufe: + 2.977.500                            |                                                                                      |
| 2009 | Ego                               | DE8 Gold · (23 Wo.)DE | AT17 (23 Wo.)AT | CH16 (29 Wo.)CH | UK60 Silber · (3 Wo.)UK | US39 ×2Doppelplatin + Gold (Mastertone) · (17 Wo.)US                                                                                | Erstveröffentlichung: 19. Mai 2009 Verkäufe: + 2.865.000                               |                                                                                      |
| 2009 | Sweet Dreams[DE: ↑][AT: ↑][CH: ↑] | DE8 Gold · (23 Wo.)DE | AT17 (23 Wo.)AT | CH16 (29 Wo.)CH | UK5 Platin · (26 Wo.)UK | US10 ×3Dreifachplatin · (29 Wo.)US                                                                                                  | Erstveröffentlichung: 2. Juni 2009 Verkäufe: + 4.294.960                               |                                                                                      |
| 2009 | Broken-Hearted Girl               | DE14 (12 Wo.)DE | AT38 (12 Wo.)AT | CH62 (3 Wo.)CH | UK27 Gold · (12 Wo.)UK | US— GoldUS | Erstveröffentlichung: 28. August 2009 Verkäufe: + 1.113.979                            |                                                                                      |

## Rezeption
Das Album brachte Beyoncé fünf Grammys bei den Grammy Awards 2010.

## Kommerzieller Erfolg

### Chartplatzierungen
I Am … Sasha Fierce avancierte zum dritten Nummer-eins-Album nach Dangerously in Love (2003) und B’Day (2006) für Beyoncé in den Vereinigten Staaten. Darüber hinaus erreichte das Album Top-10-Platzierungen in Norwegen, Portugal und dem Vereinigten Königreich (je Rang 2), Australien und Neuseeland (je Rang 3), in Schweden (Rang 5), den Niederlanden (Rang 6), der Schweiz und Spanien (je Rang 7) und Belgien-Flandern (Rang 10).
| ChartsChartplatzierungen       | Höchstplatzierung | Wochen |
| ------------------------------ | ----------------- | ------ |
| Deutschland (GfK)              | 17 (70 Wo.)       | 70     |
| Österreich (Ö3)                | 20 (47 Wo.)       | 47     |
| Schweiz (IFPI)                 | 7 (68 Wo.)        | 68     |
| Vereinigte Staaten (Billboard) | 1 (193 Wo.)       | 193    |
| Vereinigtes Königreich (OCC)   | 2 (129 Wo.)       | 129    |

| ChartsJahrescharts (2008)    | Platzierung |
| ---------------------------- | ----------- |
| Vereinigtes Königreich (OCC) | 38          |

| ChartsJahrescharts (2009)      | Platzierung |
| ------------------------------ | ----------- |
| Deutschland (GfK)              | 42          |
| Österreich (Ö3)                | 69          |
| Schweiz (IFPI)                 | 31          |
| Vereinigte Staaten (Billboard) | 2           |
| Vereinigtes Königreich (OCC)   | 7           |

| ChartsJahrescharts (2010)      | Platzierung |
| ------------------------------ | ----------- |
| Vereinigte Staaten (Billboard) | 84          |
| Vereinigtes Königreich (OCC)   | 48          |

### Auszeichnungen für Musikverkäufe
Das Album verkaufte sich laut Schallplattenauszeichnungen über elf Millionen Mal, davon über sieben Millionen Mal in den Vereinigten Staaten. Dort verkaufte es sich allein bis Ende 2009 über 2,5 Millionen Mal.
| Land/Region                  | Auszeichnungen für Musikverkäufe (Land/Region, Auszeichnung, Verkäufe) | Verkäufe    |
| ---------------------------- | ---------------------------------------------------------------------- | ----------- |
| Australien (ARIA)            | 5× Platin                                                              | 350.000     |
| Belgien (BRMA)               | Platin                                                                 | 30.000      |
| Brasilien (PMB)              | 2× Diamant                                                             | 500.000     |
| Dänemark (IFPI)              | 3× Platin                                                              | 60.000      |
| Deutschland (BVMI)           | 3× Gold                                                                | 300.000     |
| Europa (IFPI)                | 2× Platin                                                              | (2.000.000) |
| Golf-Kooperationsrat (IFPI)  | Platin                                                                 | 6.000       |
| Griechenland (IFPI)          | Platin                                                                 | 6.000       |
| Irland (IRMA)                | 2× Platin                                                              | 30.000      |
| Italien (FIMI)               | Platin                                                                 | 60.000      |
| Japan (RIAJ)                 | Gold                                                                   | 100.000     |
| Kanada (MC)                  | 6× Platin                                                              | 480.000     |
| Neuseeland (RMNZ)            | 5× Platin                                                              | 75.000      |
| Niederlande (NVPI)           | Platin                                                                 | 50.000      |
| Österreich (IFPI)            | Gold                                                                   | 10.000      |
| Polen (ZPAV)                 | 2× Platin                                                              | 40.000      |
| Portugal (AFP)               | Platin                                                                 | 20.000      |
| Russland (NFPF)              | Platin                                                                 | 20.000      |
| Schweden (IFPI)              | Gold                                                                   | 20.000      |
| Schweiz (IFPI)               | Gold                                                                   | 15.000      |
| Spanien (Promusicae)         | 2× Platin                                                              | 160.000     |
| Ungarn (MAHASZ)              | Gold                                                                   | 3.000       |
| Vereinigte Staaten (RIAA)    | 7× Platin                                                              | 7.000.000   |
| Vereinigtes Königreich (BPI) | 6× Platin                                                              | 1.800.000   |
| Insgesamt                    | 6× Gold · 48× Platin · 2× Diamant ·                                    | 11.115.000  |

Hauptartikel: Beyoncé/Auszeichnungen für Musikverkäufe

## I Am … Tour

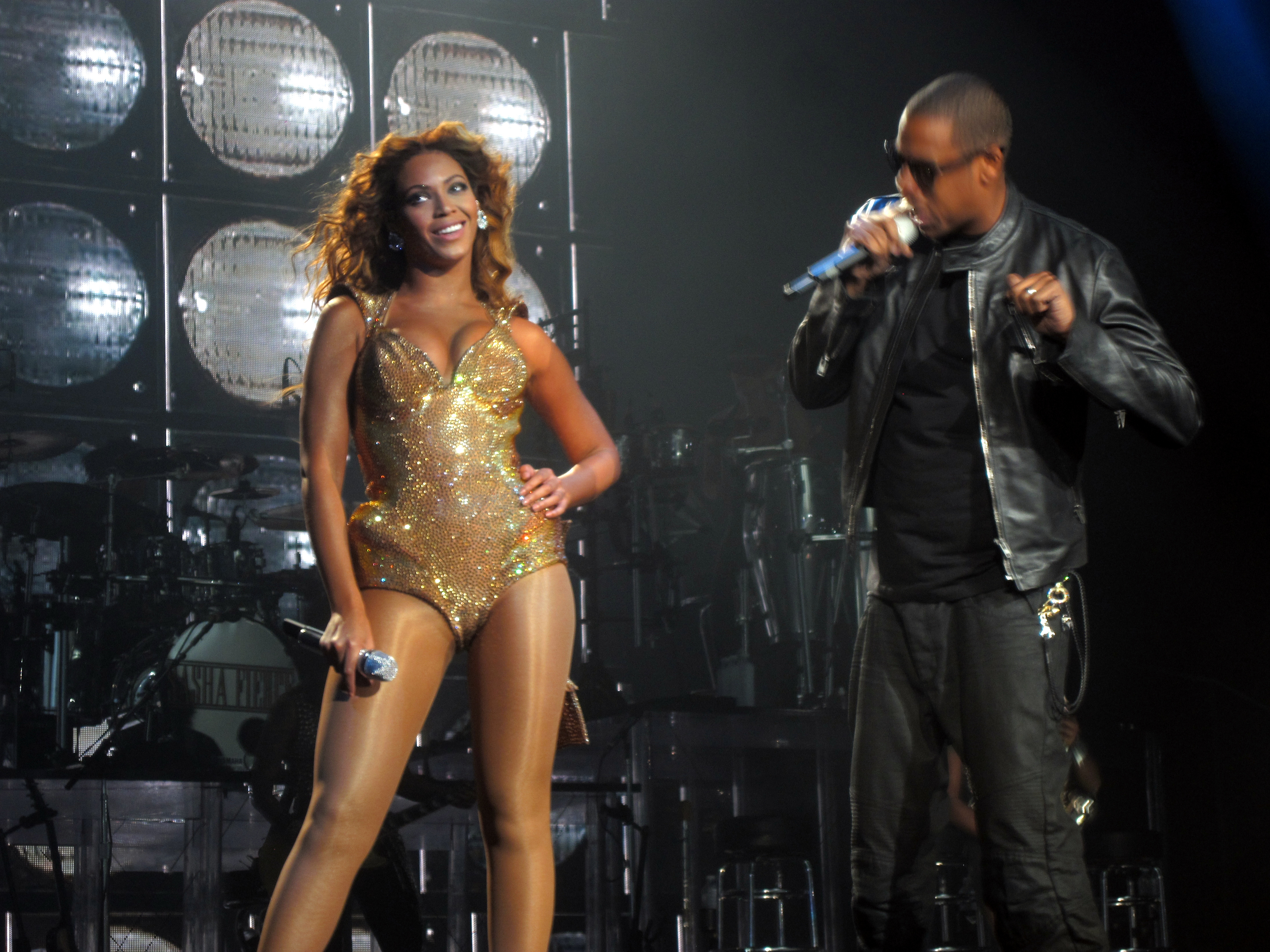
Beyoncé mit Jay-Z bei der I-Am-Welttournee (2009)

Knowles’ I Am … Tour begann am 26. März 2009 in Edmonton, Kanada, um das Album zu promoten. Das europäische Teil der weltweiten I Am … Tour begann am 26. April 2009 in Zagreb, Kroatien und endete am 9. Juni 2009 in London, Großbritannien. Am 21. Juni begann Beyoncé den dritten Teil ihrer Tour in den USA und beendete dies mit vier Auftritten hintereinander im Encore Las Vegas, Las Vegas Strip. Das vierte Teil der Tour begann am 15. September 2009 in Melbourne, Australien und endete am 24. September in Perth, Australien. Knowles reiste dann zu weiteren Konzerten nach Asien, in den Mittleren Osten, Europa, Afrika und Großbritannien, bevor sie die Tour am 24. November 2009 in Belfast, Irland beendete. Der letzte Teil der Tour führte Beyoncé im Frühling 2010 nach Mittelamerika, wo die Tour am 18. Februar 2010 endgültig in Trinidad endete.